# Melanostoma annulipes
Melanostoma annulipes là một loài ruồi trong họ Ruồi giả ong (Syrphidae). Loài này được Macquart mô tả khoa học đầu tiên năm 1842. Melanostoma annulipes phân bố ở vùng Châu Phi